# Modern-Bibliothèque
« Modern-Bibliothèque » est une collection littéraire illustrée de nouvelles et romans principalement français publiés par la Librairie Arthème Fayard à partir de février 1904.

## Histoire de la collection
Il s'agit de l'une des premières collections à 0,95 francs se présentant sous la forme d'un fascicule souple agrafé, format in-8° (17,7 x 24,3 cm). Le texte se déroule sur deux colonnes, avec 124 pages en moyenne, illustré de vignettes en noir et blanc. La publication est mensuelle. La couverture est en couleurs. L'ouvrage est généralement numéroté. Le tirage unitaire pour être rentable n'est pas à moins de 50 000 exemplaires, ce qui est relativement nouveau à cette époque.
On trouve également des éditions reliées cartonnées recouvert de percaline couleur verte (plus rarement bleue ou rose).
Le modèle fut rapidement imité par d'autres éditeurs.
Le fonds provient de rééditions (Fayard, Alphonse Lemerre, Dentu, La Revue blanche...) mais on compte aussi des inédits.
Le nombre total d'ouvrages semble être de 177.
En 1908, sort une sous-collection, « Les inédits de Modern-Bibliothèque », qui comprend une vingtaine de romans illustrés ; la série s'arrête en 1911.
En 1923, Fayard lance la collection « Le Livre de demain », à la fois pour renouveler le format illustré et pour cibler un lectorat moins populaire.

## Titres parus
1. Cruelle énigme, par Paul Bourget, ill. Antoine Calbet
2. Flirt, par Paul Hervieu, ill. de Félix Bellanger
3. La Maison des deux barbeaux. Le Sang des Finoël, par André Theuriet, ill. de Huard
4. L'Abbé Jules, par Octave Mirbeau, ill. d'Hermann-Paul
5. Les transatlantiques, par Abel Hermant, ill. d'Hermann-Paul
6. André Cornélis, par Paul Bourget, ill. de Starace
7. La Glu, par Jean Richepin, ill. de Laurent-Desrousseaux
8. Sire, par Henri Lavedan, ill. de Conrad
9. L'Inconnu, par Paul Hervieu, ill. d'Henry Morin
10. Les Diaboliques, par J. Barbey d'Aurevilly, ill. de Maurice Marodon
11. Céleste Prudhomat, de Gustave Guiches, ill. de René Lelong
12. Souvenirs du Vicomte de Courpière, par Abel Hermant, ill. de Calbet
13. Monsieur de Courpière marié (nouveaux souvenirs), par Abel Hermant, ill. de Calbet
14. L'Armature, par Paul Hervieu, ill. de Laurent-Desrousseaux
15. Les Deux Étreintes : roman contemporain, par Léon Daudet, ill. de Dabat
16. Mémoires d'un jeune homme rangé, par Tristan Bernard, ill d'Hermann-Paul
17. Renée Mauperin, d'Edmond et Jules de Goncourt, ill. d'Henry Morin
18. Le Cœur de Pierrette, de Gyp, ill. de Marcel Capy
19. L'Avril. La Confession posthume, par Paul Margueritte, ill. de Laurent-Desrousseaux
20. Le Nouveau Jeu : roman dialogué, par Henri Lavedan, ill. de Manuel Orazi
21. L'Automne d'une femme, par Marcel Prévost, ill. de Laurent-Desrousseaux
22. L'Aventure, par Pierre Veber, ill. de René Lelong
23. La Danseuse de Pompéï, par Jean Bertheroy, ill. de Manuel Orazi
24. La Carrière, par Abel Hermant, ill. de Dutriac
25. L'Évangéliste, par Alphonse Daudet, ill. de Marodon
26. Florise Bonheur, par Adolphe Brisson, ill. de Tofani
27. Chonchette, de Marcel Prévost, ill. de René Lelong
28. Péché mortel, par André Theuriet, ill. de Laurent-Desrousseaux
29. La Carrière, par Abel Hermant, ill. de Dutriac
30. Lettres de femmes, par Marcel Prévost, ill. de Macchiati & Scoppetta
31. Aphrodite : mœurs antiques, par Pierre Louÿs, ill. d'Orazi
32. L'Institutrice de province, par Léon Frapié, ill. de Steinlen
33. Leurs sœurs, par Henri Lavedan, ill. de Conrad
34. Le Jardin secret, par Marcel Prévost, ill. de Louise Abbéma
35. L'Autre amour, par Claude Ferval, ill. d'Ernest Bouard
36. Mademoiselle Jaufre, par Marcel Prévost
37. Le Jardin de Bérénice, par Maurice Barrès, ill. de Calbet
38. La Vie privée de Michel Teissier, par Édouard Rod, ill. de Troncet
39. Les demi-vierges, par Marcel Prévost, ill. de H. Morin
40. La Légende de l'aigle, par Georges d'Esparbès, ill. d'Eugène Chaperon
41. Peints par eux-mêmes, par Paul Hervieu, ill. de René Lelong
42. La Confession d'un amant, par Marcel Prévost, ill. de Conrad
43. La Bonne Galette. Martinette, par Gyp, ill. de Starace & Tofani
44. Dialogues d'amour, par Michel Provins, ill. d'Abeillé [et al.]
45. L'Heureux Ménage, par Marcel Prévost, ill. de Lapierre
46. Les débuts de César Borgia, par Jean Richepin, ill. de Calbet
47. La Carrière d'André Tourette, par Lucien Muhlfeld, ill. de Cappiello
48. Les Aventures du roi Pausole, de Pierre Louÿs, ill. de Carlègle
49. Amants, par Paul Margueritte, ill. de Conrad
50. Le Mariage de Julienne, par Marcel Prévost, ill. de Macchiati
51. La Leçon d'amour dans un parc, par René Boylesve, ill. de Calbet
52. Les yeux verts et les yeux bleus, par Paul Hervieu, ill. de Lalau
53. Chants du soldat, par Paul Déroulède, ill. d'Eugène Chaperon & Charles Morel
54. Le Bon Plaisir, de Henry de Régnier, ill. de Lapierre
55. Lettres à Françoise, de Marcel Prévost, ill. de Lapierre
56. Totote, par Gyp, ill. de Dutriac
57. Le Domino jaune, par Marcel Prévost, ill. Cousin, Marck & Jack Abeillé
58. L'Abbé Tigrane, par Ferdinand Fabre, ill. de Tofani
59. Les roches blanches, par Édouard Rod, ill. de Bouard
60. La Femme et le Pantin, par Pierre Louÿs, ill. de Carlos Vázquez Úbeda (en)
61. La Tourmente, par Paul Margueritte, ill. de Pierre Vidal
62. Vénus ou Les deux risques, par Michel Corday, ill. de Lalau
63. Vie de château, par Claude Ferval, ill. d'E. Vavasseur
64. L'Alpe homicide, par Paul Hervieu, ill. de M. Marodon
65. La Fée, par Gyp, ill. de Dutriac
66. Les jeunes, par Henri Lavedan, ill. de Jack Abeillé
67. La Princesse d'Erminge, par Marcel Prévost, ill. de G. Cazenove
68. Pépète le bien-aimé, par Louis Bertrand, ill. de Renefer
69. Un martyr sans la foi, par Jules Lemaître, ill. d'Orazi
70. Histoires naturelles, par Jules Renard, ill. de Benjamin Rabier
71. L'Amour qui passe, par Henry Bordeaux, ill. de Marodon
72. Le Scorpion, par Marcel Prévost, ill. de Bouard
73. La Guerre en dentelles, par Georges d'Esparbès, ill. de Conrad
74. Le Sceptre, par Abel Hermant, ill. de Lambrecht
75. L'Essor, par Paul Margueritte, ill. d'Auguste Mangonot
76. Du sang, de la volupté et de la mort, par Maurice Barrès, ill. de Fontanez
77. Maman, par Gyp, ill. de Dutriac
78. Le Mariage de minuit, par Henri de Régnier, ill. de H. Morin
79. Le Pays natal, par Henry Bordeaux, ill. de Fernand Maillaud
80. Les Embrasés, par Michel Corday, ill. de Léon-Alexandre Blanchot
81. Monsieur et Madame Moloch, par Marcel Prévost, ill. de Georges Scott
82. Le Petit Duc, par Paul Hervieu, ill. de Lalau
83. Contes choisis, par Pierre Louÿs, ill. de Calbet
84. Crapotte, par Henri Duvernois, ill. de Carlègle
85. La Fausse Bourgeoise, par  Marcel Prévost, ill. de Conrad
86. Les marionnettes, par Henri Lavedan, ill. de Louis Malteste
87. L'Amour en fuite, par Henry Bordeaux, ill. de Maillaud
88. Ma figure, par Claude Ferval, ill. de René Prinet
89. Ma grande, par Paul Margueritte, ill. de Maurice Feuillet
90. Chronique du cadet de Coutras, par Abel Hermant, ill. de Georges Lepape
91. La Divine Chanson, de Myriam Harry, ill. de Calbet
92. Le Double Amour, par Jean Bertheroy, ill. de M. Orazi
93. Deux plaisanteries, par Paul Hervieu, ill. de Blanchot
94. Pierre et Thérèse, par Marcel Prévost, ill. de Cousin
95. Épopées africaines, par Jules Baratier, ill. de Pouzargues
96. [?] L'Écornifleur, par Jules Renard, ill. de Vogel
97. Les confidences d'une aïeule, par Abel Hermant, ill. de Conrad
98. Le Lac noir, par Henry Bordeaux, ill. de Maillaud
99. Les Chansons de Bilitis, par Pierre Louÿs, ill. de Calbet
100. La Turque : roman parisien, par Eugène Montfort, ill. de Maxime Dethomas
101. Le Cuirassier blanc, par Paul Margueritte, ill. de Conrad
102. Ciel rouge, de Claude Ferval, ill. de Jean Jamet
103. Femmes, par Marcel Prévost, ill. d'après les dessins de Conrad [et al.]
104. Le Char de l'État, par Abel Hermant, ill. de Guignebault
105. Amour sacré, par Charles Robert-Dumas, ill. de Carrey, Conrad [et al.]
106. Les demi-fous, par Michel Corday, ill. de Troncet
107. Les métèques : roman de mœurs parisiennes, par Binet-Valmer, ill. de Renefer
108. Germinie Lacerteux, par Edmond et Jules Gongourt, ill. de J. Jamet
109. La Petite Mademoiselle, par Henry Bordeaux, ill. de Conrad
110. Nounette ou La déesse aux cent bouches, par Henri Duvernois, ill. de Martin
111. Sébastien Roch roman de mœurs, par Octave Mirbeau, ill. de Carrey
112. Le Capitaine Fracasse, par Théophile Gautier, ill. de Conrad
113. La Chanson des gueux, par Jean Richepin, ill. de Ricardo Florès
114. La Force des choses, de Paul Margueritte, ill. de Lapierre
115. Le Partage de l'enfant, par Léon Daudet, ill. d'A. Cahard
116. Lettres à Françoise mariée, par Marcel Prévost, ill. de Lapierre
117. Le Professeur d'amour, par Michel Provins, ill. collectif
118. Coutras, soldat, par Abel Hermant, ill. Félix Jobbé-Duval
119. Sœur Philomène, par Edmond et Jules de Goncourt, ill. de Troncet
120. Au Congo : souvenirs de la Mission Marchand, par Albert Baratier, ill. de L. Pouzargues
121. Éva Tumarche et ses amis, par Charles-Henry Hirsch, ill. de Paul Allier
122. Couplées, par Marcel Boulenger, ill. de R. de La Nézière
123. Le Mari de la couturière, par Henri Duvernois, ill. de P. Allier
124. Les deux rives, par Fernand Vandérem, ill. de Troncet
125. Le Pas relevé (contes et nouvelles), par Marcel Prévost, ill. de L.-Ed. Fournier
126. Mademoiselle de Maupin, par Théophile Gautier, ill. de Conrad
127. Serge, par Abel Hermant, ill. de F. Jobbé-Duval
128. Un mari pacifique, par Tristan Bernard, ill. d'Hermann Paul
129. Monseigneur voyage, par Gaston Chérau, ill. de Tofani
130. Sur le retour, par Paul Margueritte, ill. de Conrad
131. La Romance du temps présent, par Léon Daudet, ill. de Paul Allier
132. Missette, par Marcel Prévost, ill. de Lambrecht
133. Chérie, par Edmond de Goncourt, ill. de Lapierre
134. Coutras voyage, par A. Hermant, ill. par F. Jobbé-Duval
135. L'Exorcisée, par Paul Hervieu, ill. de Troncet
136. La Maîtresse, par Jules Renard, ill. de L. Malteste
137. Dieudonat, par Edmond Haraucourt, ill. de Marodon
138. Mademoiselle Dhamelincourt par Paul Adam, ill. de Dutriac
139. Le Sang des races, par Louis Bertrand, ill. de Renefer
140. Ermeline : 1796, par Abel Hermant, ill. de Conrad
141. Les caresses, par Jean Richepin, ill. de P. Allier
142. Histoires de masques, par Jean Lorrain, ill. de Renefer
143. L'Accordeur aveugle, par Marcel Prévost, ill. de Lapierre
144. La Flamme et l'Ombre, par Léon Daudet, ill. de Lambrecht
145. Tous quatre, par Paul Margueritte, ill. de Conrad
146. Les affranchis, par Abel Hermant, ill. de P. Allier
147. Frédérique, par Marcel Prévost, ill. de Marodon
148. Contes pour les femmes, par Théodore de Banville, ill. de P. Allier
149. Ragotte, par Jules Renard, ill. de Lucien Métivet
150. Vers le Nil : souvenirs de la mission Marchand, par A. Baratier, avec photogr.
151. Au service de l'Allemagne, par Maurice Barrès, ill. de Conrad
152. Les Vierges folles. Léa, par Marcel Prévost, ill. de Lapierre

## Couvertures

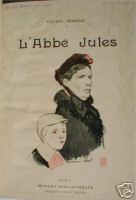
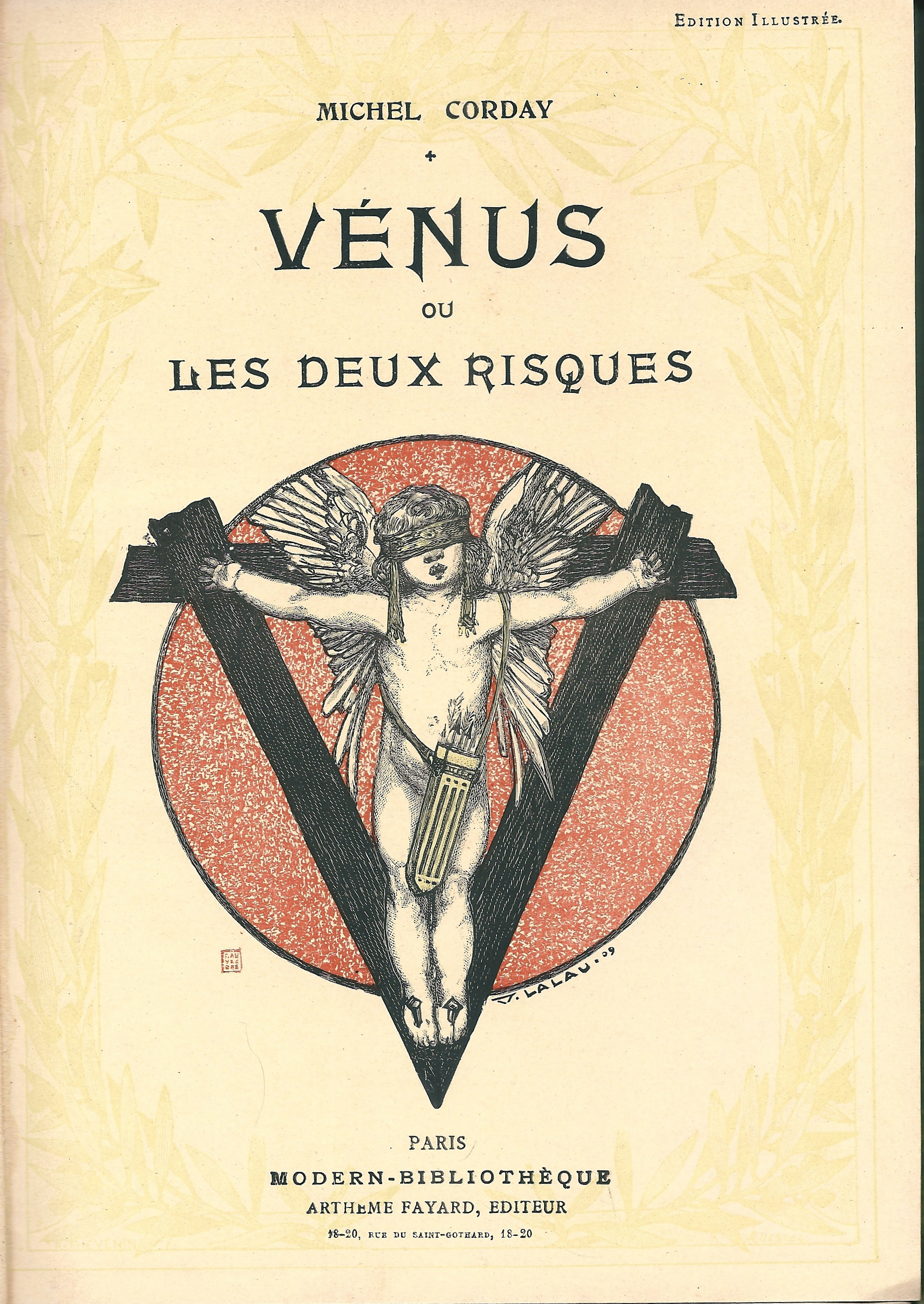